# Amphiura immira
Amphiura immira är en ormstjärneart som beskrevs av Charles Aubrey Ely 1942. Amphiura immira ingår i släktet Amphiura och familjen trådormstjärnor. Inga underarter finns listade i Catalogue of Life.